# Kremenec'
Kremenec' (in ucraino Кременець, Крем'янець?, polacco: Krzemieniec, in russo Кременец?) è una città di 21 800 abitanti dell'Oblast' di Ternopil', sita nell'Ucraina occidentale all'interno della regione storica della Volinia. Centro amministrativo del distretto di Kremenec', dista 18 km a nord-est del monastero di Počaïv. In città c'è una montagna del castello, o Bona.

## Storia
Secondo alcune fonti storiografiche la fortezza di Kremenec' fu costruita tra l'VIII e il IX secolo, e più tardi fu sotto il controllo della Rus' di Kiev. Le prime testimonianze nella letteratura slava sono databili all'anno 1226 quando il governatore della città, Mstislav il Calvo, sconfisse l'esercito ungherese di Andrea II sotto le sue mura. Durante l'invasione mongola della Rus', nel 1240-41 Kremenec' fu una delle poche città che Batu Khan non riuscì a conquistare.
La città ottenne il diritto di Magdeburgo nel 1431.
Alla fine del 1648 il condottiero cosacco Maksym Kryvonos circondò le mura della fortezza costringendo la guarnigione polacca che ivi si era asserragliata alla resa dopo sei settimane di aspri combattimenti. La fortezza fu gravemente danneggiata e non fu da allora più utilizzata.
Nel 1795 Kremenec' fu annessa all'Impero russo dopo la tripartizione della Polonia, rimanendo parte integrante di questo fino alla prima guerra mondiale.
Nel 1921 fu annessa alla Seconda Repubblica di Polonia. La città era famosa in Polonia per il suo eccellente liceo (Liceum Krzemienieckie), che fu fondato agli inizi dell'IX secolo e in cui si diplomarono molti intellettuali polacchi.
Nel 1939 la città fu annessa dall'Unione sovietica ed ebbe un ruolo attivo nella guerra partigiana di liberazione contro l'esercito nazista. Tra l'estate del 1941 e l'estate del 1942, durante l'occupazione nazista, vennero trucidati tutti i 15 000 abitanti e rifugiati ebrei che non erano riusciti a scappare prima. Dal 1944 divenne il centro amministrativo del distretto di Kremenec'.
Oggi l'industria più sviluppata nel paese è il turismo religioso. Molti sono infatti i pellegrini che qui si fermano durante la loro visita alla Počaïvs'ka Lavra.

## Monumenti e luoghi d'interesse
- Cattedrale di Sant'Ignazio di Loyola e Stanislao Kostka